# 16262 Rikurtz
16262 Rikurtz este un asteroid din centura principală de asteroizi.

## Descriere
16262 Rikurtz este un asteroid din centura principală de asteroizi. A fost descoperit pe 7 mai 2000 la Socorro, New Mexico, în cadrul proiectului LINEAR. Asteroidul prezintă o orbită caracterizată de o semiaxă mare de 3,06 ua, o excentricitate de 0,03 și o înclinație de 2,7° în raport cu ecliptica.